# Sherman (Illinois)
Sherman – wieś w Stanach Zjednoczonych, w stanie Illinois, w hrabstwie Sangamon.